# داني ساندرز
داني ساندرز (بالإنجليزية: Danny Sanders)‏ هو لاعب كرة قدم أمريكية ولاعب كرة القدم الكندية أمريكي، ولد في 14 مايو 1955 في أوك ريدج في الولايات المتحدة.

## وصلات خارجية
- داني ساندرز على موقع JustSportsStats.com (الإنجليزية)